# 21632 Суванасрі
21632 Суванасрі (21632 Suwanasri) — астероїд головного поясу, відкритий 13 липня 1999 року.
Тіссеранів параметр щодо Юпітера — 3,475.